# Peder Villadsen (borgmästare)
Peder Villadsen, död 1539, var dansk kunglig sekreterare och borgmästare i Köpenhamn.
Villadsen föddes i Svendborg och blev 1514 immatrikulerad vid universitetet i Rostock. Sedan blev han slottsskriver i Köpenhamn och vann därigenom Kristian II:s förtroende. Han utnämndes till kunglig sekreterare, fick Sankt Nicolai kyrka i Svendborg sig tilldelad och fick förtroendeuppdrag i statens tjänst, bland annat vid inkrävandet av den stora skatt, som 1522 avkrävdes prästerskapet i Århus stift.
Då han ledsagade kungen på hans flykt (1523), blev kyrkan i Svendborg given till en annan; men han fick den tillbaka, då han efter Köpenhamns kapitulation till Fredrik I vände hem och försonade sig med de nya makthavarna. 1524 blev han på nytt slottsskrivare i Köpenhamn, tilldelades olika tomter och egendomar på Amager och har kanske drivit handel från Dragør, även om han ännu 1531 betecknas som borgare i Köpenhamn. 1526 avstod han (mot ersättning) från kyrkan i Svendborg, 1528 från kyrkan i Malmö, som han alltså också hade innehaft, och 1537 från kyrkan i Tårnby på Amager. Då han inte var prästvigd, måste han ha hållit kaplaner till dessa ämbeten.
Under grevefejden uppehöll han sig i Köpenhamn och var med bland undertecknarna till avtalet om stadens kapitulation den 28 juli 1536. Samma år omtalas han som rådman och inte så långt efter som borgmästare i Köpenhamn. Av Kristian III tilldelades han i december 1536 det gods, som hittills hade legat under dekanatet i Köpenhamns kapitel, och han övertog Emdrupgaard, som hörde till de gods under Roskilde biskopsstol, som blivit indragna till kronan. Villadsen synes därfor att ha varit välsedd bland de skiftande makthavarna, vilket kan vare ett vittnesbörd om hans framstående sinne för affärer.